# Blackmarův–Diemerův gambit
Blackmarův–Diemerův gambit (ECO D00) je šachové zahájení zavřených her ze skupiny her dámským pěšcem. Charakterizují ho tahy
1. d4 d5 2. e4
Na mezinárodní úrovni se vyskytuje velmi vzácně. Smyslem gambitu je otevřít sloupce, především sloupec f a útočit. V tomto pořadí tahů je ale gambit nevýhodný, protože černý může brzy pěšce vrátit a získat tak převahu protiúderem v centru. Myšlenky gambitu proto bílý může rozvíjet spíše v pořadí tahů
1. d4 Jf6 2. f3 d5 3. e4 dxe4 4. Jc3.

## Historie
Gambit představil v roce 1882 Armand Edward Blackmar a používal postup s okamžitým f3. Později v první polovině 20. století si toto zahájení oblíbil Emil Joseph Diemer.

## Varianta s 2. e4
1. d4 d5 2. e4 dxe4
- 3. f3 e5! protiúderem získává černý iniciativu a jeho pozice zasluhuje přednost, hrál tak v roce 1903 Karl Schlechter
- 3. Jc3 e5! tímto protiúderem získává černý převahu, poprvé černý použil v partii I.Popiel-Richard Réti, Třebíč 1915[2], (3… Jf6 by přešlo do varianty 1… Jf6)

## Varianta s 2. Jc3
1. d4 d5 2. Jc3 Jf6 3. e4 Jxe4! (3… dxe4 4. f3 by přešlo do varianty 1… Jf6) 4. Jxe4 dxe4 5. Sc4 Jc6 nebo na 5. f3 e5 s převahou černého

## Varianta s 1... Jf6
1. d4 Jf6 2. f3 d5 3. e4 dxe4 4. Jc3
Toto pořadí tahů je pro bílého nadějnější.
- 4… c6 5. dxe4 e5 s vyrovnanou hrou
- 4… Sf5
  - 5. g4 Sg6 6. h4 h6! s převahou černého
  - 5. dxe4! Jxe4 6. Df3 bílý má za pěšce kompenzaci
- 4… exf3
  - 5. Dxf3 Jc6! s převahou černého
  - 5. Jxf3
    - 5… Sg4 6. h3! Sh5 a není jasné, zda má bílý dostatečnou kompenzaci za pěšce (po 6…Sxf3 7. Dxf3 má bílý iniciativu)
    - 5… g6 s dalším Sg7, 0-0 a pro bílého tu není snadné kompenzaci za pěšce prokázat

## Z jiných zahájení
- z Caro-Kannu

1. e4 c6 2. d4 d5 3. Jc3 dxe4 4. f3 Takto přecházel do Blackmarova–Diemerova gambitu Philip Stuart Milner-Barry v roce 1932. po 4… exf3 5. Jxf3 má bílý určitý tlak za pěšce; možné je i odmítnutí gambitu tahem 4… Jf6 viz 1… Jf6
- z Trompowského útoku

1. d4 Jf6 2. Sg5 Je4 3. Sf4 d5 4. f3 Jf6 5. e4 dxe4 6. Jc3 S touto situací, kde bílý hraje v intencích Blackmarova–Diemerova gambitu je možno setkat se i dnes v partiích velmistrů, neboť oproti Blackmarovu–Diemerovu gambitu tu má bílý tempo více, což mu za obětovaného pěšce dává kompenzaci dostatečnou.